# Otros tiempos
Otros tiempos es una película francesa del 2004, dirigida por André Téchiné y protagonizada, entre otros, por Catherine Deneuve y Gérard Depardieu.

## Argumento
Antoine y Cécile mantuvieron un romance hace más de 30 años. Ella se marchó al norte de África, donde se casó con un médico y tuvo un hijo que vive en París. Ahora, transcurrido ese tiempo, Antoine viaja a Tánger para supervisar la construcción de un centro audiovisual, pero su verdadero objetivo no es otro que encontrarse con Cécile, de quien sigue perdidamente enamorado. Es el final del verano, y el hijo de Cécile está en casa de su madre con su novia, con quien tiene una relación sólida que aun así tiene que hacer frente a algunos problemas. Cuando Antoine descubre que Cécile sí ha logrado olvidarse de él, lo que había previsto que fueran unas agradables vacaciones se convierte en días repletos de dudas e incertidumbre.